# Josef Bican
Josef Bican, detto Pepi (in ceco: /joˈzɛf ˈbiːʦan/, in tedesco: /ˈjoːzɛf biˈʦan/; Vienna, 25 settembre 1913 – Praga, 12 dicembre 2001), è stato un calciatore e allenatore di calcio austriaco naturalizzato cecoslovacco, di ruolo attaccante.
Leggenda dello Slavia Praga, ritenuto come uno dei migliori sportivi cechi di tutti i tempi e da alcuni come il migliore calciatore ceco di sempre, con 821 gol risulta il terzo calciatore ad aver realizzato il maggior numero di reti in competizioni ufficiali, dietro solo a Lionel Messi e Cristiano Ronaldo. Contando invece anche le amichevoli tra club, con oltre 1468 (o 1812) gol è uno dei maggiori cannonieri della storia del calcio, sebbene tale record non sia riconosciuto dalla FIFA ma solamente dall'IFFHS. Inoltre detiene tuttora il primato di unico giocatore al mondo ad avere giocato e segnato con la maglia di tre nazionali diverse.
Occupa la 34ª posizione nella speciale classifica dei migliori calciatori del XX secolo pubblicata nel 2000 dall'IFFHS, mentre l'anno seguente gli è stato assegnato dalla stessa organizzazione il Pallone d'oro come miglior cannoniere del XX secolo. La rivista Gol lo ha invece eletto come il secondo miglior calciatore ceco del secolo dietro Masopust e nel 2013, inizialmente contro la volontà del figlio Ivan, nel centenario dalla sua nascita, è stato inserito nella Hall of Fame del calcio ceco.
Da calciatore, ha vinto tre campionati austriaci consecutivi (1935 con il Rapid Vienna, 1936 e 1937 con l'Admira Vienna), cinque campionati cecoslovacchi (di cui quattro nell'allora Protettorato di Boemia e Moravia) con lo Slavia Praga (1940-1943 e 1947), una Coppa dell'Europa Centrale (1938) e 12 titoli di capocannoniere, uno in Austria, dieci in Cecoslovacchia tra il 1938 e il 1950 e uno nell'edizione vinta della Coppa dell'Europa Centrale. Con la Nazionale austriaca ha preso parte al Mondiale 1934 concluso al quarto posto segnando un gol alla Francia, oltre a due secondi posti nella Coppa Internazionale (con l'Austria nell'edizione 1933-1935 e con la Cecoslovacchia in quella 1948-1953).
Oltre al sopracitato record di reti, detiene altri primati storici, tra cui l'essere il miglior marcatore in assoluto nei campionati nazionali (635 gol), nelle prime divisioni dei campionati europei (518), nel campionato cecoslovacco (447 o 450 per le fonti che considerano ufficiali i campionati del Protettorato; 218 secondo quelle che non lo riconoscono), in una Coppa Nazionale (129 gol) e nella Coppa Nazionale Cecoslovacca in assoluto (99 reti, di cui fanno registrare un record anche le 30 in Český pohár e le 62 nella Coppa della Boemia Centrale). Inoltre Bican è un recordman per la storia dello Slavia Praga, la squadra in cui ha militato per oltre quindici stagioni: detiene il primato di segnature sia in campionato (417 gol) sia nella coppa nazionale (92). Con 518 reti in 341 o 349 partite nei campionati di prima divisione (447 reti in 281 o 274 partite del massimo campionato cecoslovacco), detiene una media gol per incontro di 1,52 o 1,48. Nell'arco dell'intera carriera del campione boemo, la sua media di marcature/gare disputate è di 1,55 (secondo nella storia, dietro al solo Peyroteo a quota 1,58 o 1,63). Tra il 1939 e il 2012 ha detenuto il record quale giocatore con il maggior numero di partite di campionato in cui è andato consecutivamente a segno, con 19 volte di fila, superato solamente da Lionel Messi con 21. Secondo l'autorevole rivista argentina El Gráfico, senza contare le amichevoli, le reti di Bican sarebbero 759 mentre quelle di Pelé 757 mentre per la fondazione di statistiche calcistiche RSSSF, in seguito ad un aggiornamento avvenuto nel 2021, sarebbero oltre 948 (secondo dietro ad Helmchen).Per la FIFA invece sarebbe il miglior marcatore della storia con 805 gol in 530 incontri ufficiali.

## Biografia

### Infanzia ed esordi
Nato e cresciuto nel quartiere viennese di Favoriten, a poca distanza dalla casa di Matthias Sindelar, secondo di tre figli di František e Ludmila Bican, il padre era originario di Sedlice (Boemia meridionale) e Ludmila della parte ceca di Vienna. František era un operaio arrivato a Vienna in cerca di lavoro, che giocava a calcio nel dopolavoro come attaccante per l'Hertha Vienna, squadra del quartiere Favoriten che militava nella massima divisione austriaca; aveva combattuto nella prima guerra mondiale tornando in patria senza ferite di guerra, tuttavia perì nel 1921 a 30 anni per non essersi voluto operare a un rene in seguito a un infortunio patito durante una partita di calcio contro il Rapid Vienna.
Rimasto orfano all'età di 12 anni, a Favoriten, Bican gioca a calcio senza scarpe, il che lo aiuta nel controllo di palla e nelle abilità con la sfera. Dopo aver frequentato una scuola ceca a Vienna (imparando sia il ceco sia il tedesco, quest'ultima lingua parlata anche in casa), andando dai nonni in Boemia per le vacanze estive, inizia a giocare a calcio ed entra a far parte delle giovanili dell'Hertha Vienna – la stessa squadra in cui aveva giocato Sindelar – nel 1925 (secondo altre fonti nel 1923), passando a 18 anni al Rapid Vienna. Contemporaneamente all'attività calcistica, cerca di mantenersi lavorando anche come apprendista operaio in una fabbrica del quartiere Favoriten. In una delle rare occasioni in cui sua madre Ludmila andò a guardare una sua partita, vedendo che subì un fallo da un avversario, scese in campo picchiando col suo ombrello l'autore del fallo.

### Vita privata e morte
Sposato con Jarmila (1924–2011), ha avuto un figlio di nome Ivan nato nel 1946. È morto il 12 dicembre 2001 a seguito di un infarto, all'età di 88 anni. È sepolto nel cimitero monumentale di Vysehrad a Praga.

## Caratteristiche tecniche
Centravanti di peso (178 cm x 77 kg), potenza fisica, resistenza e innato senso del gol, Bican ricoprì tutti i ruoli dell'attacco. Eccellente dal punto di vista tecnico, abile sia di destro che di sinistro, molto bravo di testa e preciso nei lanci e passaggi, era dotato di un senso tattico che gli consentiva di ritrovarsi nella posizione migliore in ogni occasione, inoltre poteva contare su una velocità proibitiva per molti sportivi dell'epoca: riusciva, infatti, a percorrere i 100 metri piani in 10.8 secondi e vinse alcune gare di atletica sui 50, 70 e 100 metri piani. La sua abilità sotto porta era talmente elevata che si dice sbagliasse un'occasione da gol ogni venti capitate. Ottimo rigorista, poteva calciare dagli undici metri con entrambi i piedi. Era esonerato da compiti difensivi e talvolta anche dai normali allenamenti al fine d'intrattenere il pubblico pagante con qualche giocata. In carriera mise a segno quattro gol venti volte, cinque gol sei volte, sei gol una volta e sette reti tre volte.

## Carriera da giocatore

### Club

#### Gli esordi e le esperienze a Vienna
Nelle giovanili dell'Hertha Vienna, intorno ai 12 anni, uno degli sponsor della squadra  regalava uno scellino a Bican per ogni gol realizzato. Ha giocato nella squadra studentesca tra il 1927 e il 1928, lasciata la quale a 15 anni si mise a lavorare in una fabbrica situata nel quartiere Favoriten, la "Farben Lutz", dove era stato assunto come apprendista operaio e percepiva uno stipendio comprendente anche il vitto. La fabbrica possedeva anche una squadra di calcio, in cui Bican continuò l'attività calcistica fino al 1930, quando fu notato dal calciatore del Rapid Vienna Roman Schramseis, che seguiva spesso le partite della squadra. Egli riuscì a portarlo al Rapid all'età di 18 anni, dove fu inserito nella sezione giovanile, percependo uno stipendio pari a 100 scellini al mese. Dopo aver trascorso qualche mese nelle giovanili, sorprendendo gli addetti ai lavori per la sua velocità e il numero di gol siglati, passò alla squadra riserve a 17 anni e dopo pochi altri mesi fu inserito in prima squadra.
Il 6 settembre del 1931, alla seconda giornata del campionato austriaco, debuttò in prima squadra contribuendo al successo per 5-3 nel derby contro l'Austria Vienna di Sindelar realizzando quattro reti, in una sfida che la stampa titolò come uno scontro tra «lo studente» (Bican) e il «re del calcio» (Sindelar). Tuttavia, dovette ancora aspettare prima di ottenere un posto da titolare nell'attacco della formazione viennese (durante la stagione 1931-1932 andò a segno 24 volte in 13 partite con le riserve). Terminò la prima stagione da professionista realizzando 10 reti in 8 presenze nel Campionato austriaco di prima divisione. Bican iniziò a percepire uno stipendio di 150 scellini ogni settimana – prezzo veramente elevato per un calciatore dell'epoca – tuttavia, pur di trattenerlo in squadra, il Rapid gli quadruplicò l'ingaggio intorno ai 20 anni. Non contento della sua situazione all'interno della squadra, Bican iniziò a premere per trasferirsi allo Slavia Praga. L'allenatore della squadra austriaca non era d'accordo con la volontà del giocatore, arrivando a cacciarlo dalla società. Il centravanti chiese allora di trasferirsi all'Admira Vienna, per poi passare allo Slavia Praga due anni più tardi. Tuttavia un nuovo diniego da parte del Rapid Vienna lo costrinse a saltare praticamente tutta la stagione 1934-1935. Pur da giocatore ormai fuori rosa, a fine stagione vinse il suo primo titolo in carriera, il campionato austriaco 1934-1935.
Nel 1935 Bican passò finalmente all'Admira Vienna, portando la squadra a vincere per due volte consecutive il campionato austriaco, nonostante le sue prestazioni non fossero sfavillanti (l'Admira rimarrà l'unica squadra in tutta la carriera di Bican nella quale andò in gol meno di una volta a partita di media). Nello stesso periodo, lo Slavia Praga iniziò a pagare l'attaccante pur non essendo un tesserato del club cecoslovacco: l'attaccante riceveva un corrispettivo di 600 scellini al mese. Dopo due stagioni, si venne a creare una nuova spaccatura tra sé e la squadra: l'Admira non aveva nessuna intenzione di farlo partire, poiché se Bican scendeva in campo, la società otteneva più ricavi da parte degli spettatori. Il centravanti decise allora di chiedere aiuto al club praghese, che mandò un avvocato a Vienna: il giorno dopo, Bican ottenne il passaporto e si trasferì in Cecoslovacchia, arrivando allo Slavia Praga nel 1937, con cui gioca per tutto il periodo della Seconda guerra mondiale.

#### L'arrivo a Praga

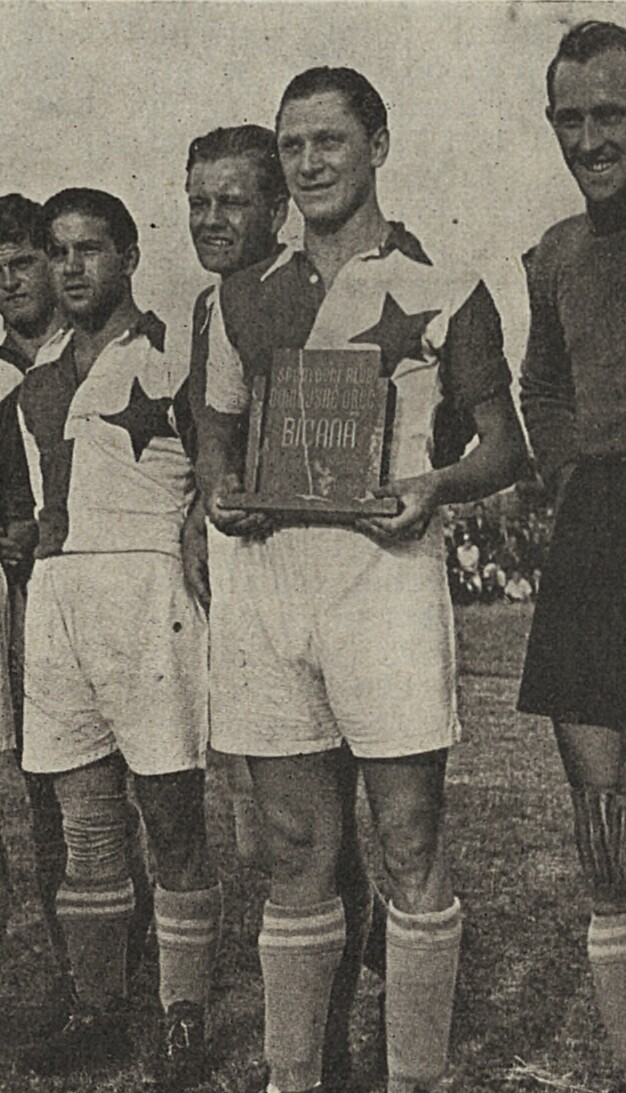
Bican allo Slavia Praga nel 1938

Arrivato a Praga, Bican non poteva ancora giocare, essendo bloccato dall'Admira. Conoscendo la situazione finanziaria della squadra viennese, convinse lo Slavia a trovare un accordo economico con l'undici viennese per permettergli di farlo giocare nel torneo cecoslovacco. Al suo arrivo allo Slavia, il presidente del club Valousek affermò che il giocatore avrebbe dovuto contribuire allo sviluppo di tutte le sezioni della polisportiva praghese, cercando di portare più soldi possibili in modo da mantenerle economicamente. Esordì contro il Bohemians nella Coppa della Boemia Centrale, segnando quattro reti nella vittoria per 6-2. Successivamente, con l'avvio della stagione 1937-1938 debuttò anche in campionato, giocando contro il Nachod e realizzando tutti i gol nel 4-1 finale. Al termine dell'annata calcistica si laureò capocannoniere del massimo torneo nazionale con 22 reti in 19 partite.
In quanto aveva giocato con la nazionale austriaca al campionato del mondo del 1934, Bican fece domanda per divenire cittadino cecoslovacco, ottenendo la cittadinanza, ma non riuscendo a partecipare ai Mondiali del 1938 a causa di un errore burocratico. Con l'arrivo di Adolf Hitler a Praga e l'istituzione del Protettorato di Boemia e Moravia, Bican fu costretto ad andare a lavorare in un'acciaieria fino al 1945 continuando a giocare a calcio: Hitler lo avrebbe voluto anche cittadino tedesco e calciatore della Germania nazista, tuttavia il bomber rifiutò.
Nel 1938 vinse la Coppa dell'Europa Centrale, unico trofeo internazionale alzato dal fuoriclasse: nel corso del torneo la formazione praghese eliminò il Beogradski (3-5), l'Ambrosiana Inter (vincendo in casa col punteggio di 9-0 in cui Bican fu autore di un poker), il Genoa in semifinale (vincendo la gara di ritorno con altre quattro reti di Bican) e il Ferencváros nella finale doppia (4-2 il risultato aggregato). Il centravanti mise a segno 10 reti in 8 incontri, ottenendo il titolo di miglior marcatore dell'edizione. Durante questo periodo e per tutta la guerra, Bican fece gol a grappoli, consentendo allo Slavia Praga di vincere quattro campionati di seguito (1940-1943) e diventando capocannoniere del torneo del Protettorato per sette stagioni consecutive tra il 1938 e il 1944: segnò 280 reti in 151 partite di campionato (media di 1,85 gol ad incontro), con un picco massimo di 57 marcature in 26 presenze (media di 2,19 reti a partita) nella stagione 1943-1944. Nell'immediato dopoguerra fu nuovamente il miglior marcatore del torneo per due edizioni (1946 e 1947) - nove di fila in totale - cosa che contribuì a far vincere allo Slavia anche il campionato del 1947. Tuttavia, questa sua facilità e costanza realizzativa lo resero presto un bersaglio nel suo stesso spogliatoio, dove i compagni di squadra ne invidiavano le ineguagliabili capacità, apostrofandolo «bastardo austriaco».
Alla fine della guerra Bican ricevette molte offerte da parte dei più grandi club europei: tra le interessate c'era anche la Juventus, ma Bican, dopo aver preso in considerazione il trasferimento, fu avvisato del possibile arrivo dei comunisti in Italia e decise di restare a Praga. Nel 1948, quando la Cecoslovacchia entrò a far parte del blocco socialista, la possibilità di accasarsi all'estero sfumò definitivamente. Bican optò per non unirsi al KSČ (così come in precedenza in Austria non era entrato nel Partito Nazista): la scelta quasi gli costò l'appartamento ed ormai particolarmente inviso al Partito Comunista, il cannoniere perse averi ed amici e venne isolato dai filosovietici. Ritenuto dai comunisti un borghese della fascia medio-alta di Praga – lo Slavia era tradizionalmente la squadra borghese della capitale – Bican cercò di riavvicinarsi al Partito lasciando i biancorossi e trasferendosi al Vítkovice, club legato alle acciaierie anche attraverso la denominazione. Bican li trascinò alla promozione nel 1949 grazie ad un bottino di 40 reti in 21 presenze e sarà ancora primo nella classifica marcatori del campionato cecoslovacco nel 1950, vincendo il titolo individuale per la decima volta a 37 anni.

#### Gli ultimi anni
Nel 1952 passò allo Škoda Hradec Králové, in seconda divisione (26 match e 53 gol), tuttavia un anno più tardi il Partito Comunista Cecoslovacco lo espulse dalla città: nel 1953 Bican fu invitato infatti a prendere parte alla parata del primo maggio, dove la folla invece che inneggiare al presidente Zapotocky portò in trionfo lo stesso Bican. Il Partito lo richiamò così in fabbrica e gli comunicò di prendere immediatamente il treno diretto a Praga. Durante il tragitto, però, un numeroso gruppo di operai fermò Bican e i due uomini del Partito che lo stavano scortando alla stazione cittadina, ma l'attaccante li convinse a lasciarli andare ed evitò così uno sciopero ed altre possibili ripercussioni.
Fece ritorno allo Slavia Praga, che sotto l'influenza sovietica aveva cambiato denominazione in Dynamo. Giocò altri tre campionati, stabilendo sia il record di marcatore più anziano a quasi 42 anni (il 21 agosto 1955 in Dynamo Praga-Jiskra Liberec 7-2), sia quello di giocatore più anziano della storia del campionato cecoslovacco (il 20 novembre 1955 in Dynamo Praga-Iskra Žilina 2-1). Contro il Liberec, segnò quattro gol nel ruolo di giocatore-allenatore.
Complessivamente è stato capocannoniere di 12 campionati. In particolare, Bican fu in grado di andare a segno per 7 volte in una sola partita in 3 diverse occasioni: contro il Baťa Zlín nella stagione 1939-1940, in un match vinto dallo Slavia per 10-1, nella stagione successiva, nuovamente contro lo Zlín (12-1) e nel campionato 1947-1948, nel successo dello Slavia Praga sul České Budějovice per 15-1.

#### Nazionale
Esordì all'età di 20 anni con la nazionale austriaca il 29 novembre 1933 contro la Scozia a Glasgow. Con il Wunderteam, di cui era rimasto uno degli ultimi interpreti, prese parte ai mondiali del 1934, arrivando in semifinale - l'Austria uscì con l'Italia (0-1) in seguito a un arbitraggio più volte contestato dagli austriaci – e segnando una rete. Da annotare anche la sfida dei quarti di finale, il sentitissimo derby austro-ungarico con l'Ungheria (vinta 2-1): Bican fu autore di un intervento particolarmente ruvido ai danni dell'ala Toldi, tuttavia non venne sanzionato dall'arbitro. Con la nazionale austriaca giocò in totale 19 partite segnando 14 reti.
Nel periodo in cui giocava nello Slavia Praga gli venne concessa la cittadinanza cecoslovacca, per cui Bican diventò convocabile per la nazionale cecoslovacca. Tuttavia a causa di problemi burocratici non poté giocare i Mondiali del 1938.
Debuttò con la selezione cecoslovacca il 7 agosto 1938 realizzando una tripletta contro la Svezia (6-3). Dopo le prime partite e l'occupazione tedesca della Cecoslovacchia non vestì più la maglia di quella nazionale fino alla fine della seconda guerra mondiale, poi fu convocato nuovamente tra 1946 ed il 1949, totalizzando nei due periodi 12 reti in 14 partite (oppure 18 gol in 16 incontri).
Il 12 novembre 1939 partecipò all'incontro che vide la Germania opposta alla Boemia e Moravia, in cui segnò 3 reti nel 4-4 finale. Con questa rappresentativa, durante la guerra, mise a referto 9 reti in 8 presenze.
In totale, con tutte le nazionali, marcò 32 gol in 35 partite ufficiali (secondo la FAČR sono 41 in 43 apparizioni).

## Dopo il ritiro: allenatore e il record di gol

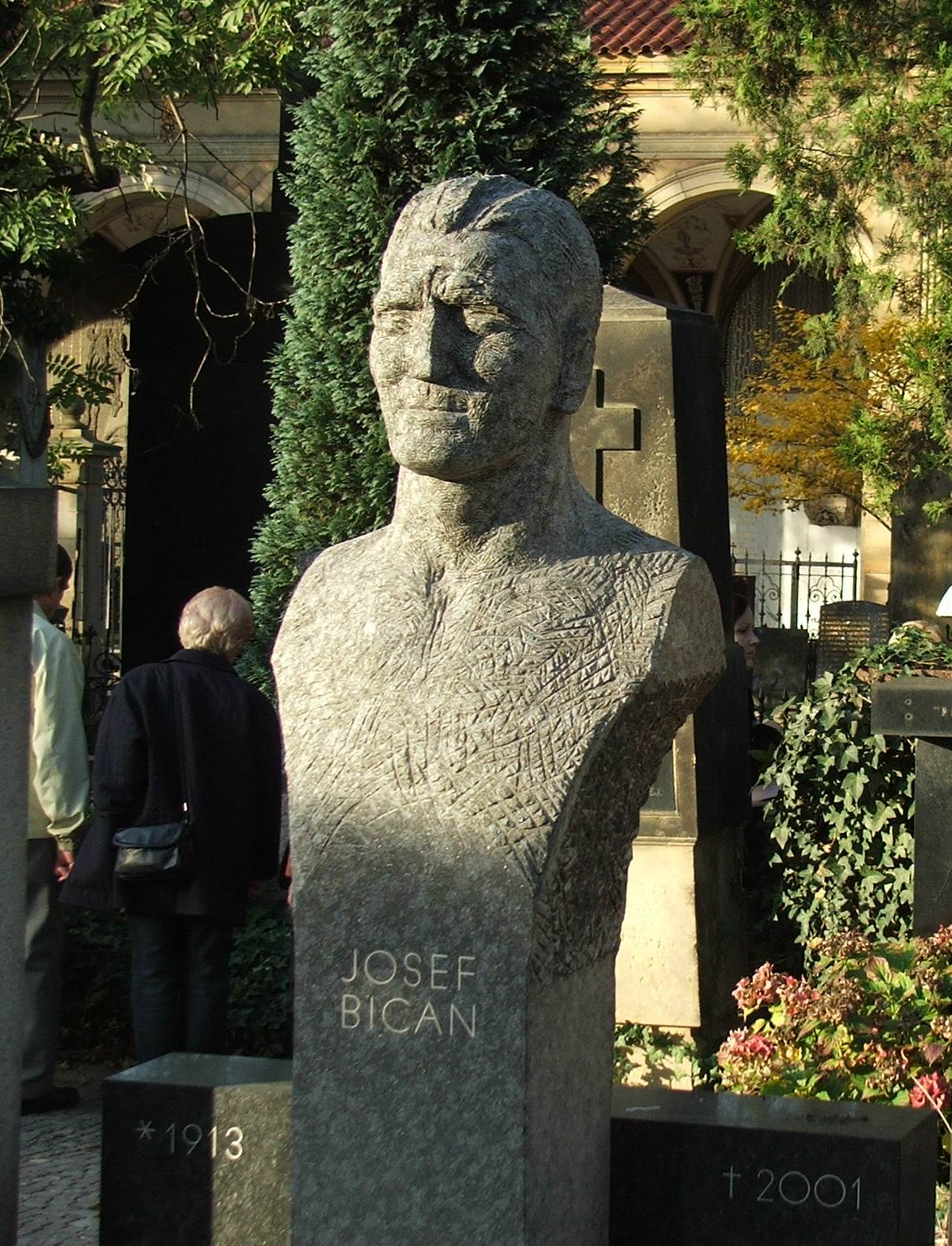
Tomba di Bican a Praga

Al termine della carriera da calciatore, praticamente nessuno vuole più assumere il campione: il Partito Comunista Cecoslovacco lo manda a lavorare come autista e operaio nella ferrovia di Praga. In seguito, intraprende la carriera di manager con alterne fortune allenando in patria, fino a quando il Partito gli comunica che, nel caso in cui trovasse un incarico all'estero, avrebbe la possibilità di trasferirsi: nella primavera del 1968, grazie a un permesso speciale, passa ai belgi del Tongeren, che porta dalla quarta alla seconda divisione nazionale in un paio di stagioni. Per tre anni ha allenato anche in Danimarca.
Ritiratosi anche dall'attività di allenatore, passa i restanti anni nella povertà, ormai praticamente dimenticato fino alla rivoluzione di velluto che ne rispolvera le qualità: solo in seguito al 1989, Bican è universalmente riscoperto e riconosciuto come uno dei più grandi attaccanti di sempre.
Durante gli anni settanta, Pelé si avvicinava al gol numero 1.000 e i giornalisti cercarono qualche giocatore che fosse arrivato a realizzare cifre simili. L'attaccante austriaco Franz Binder (suo compagno ai tempi del Rapid Vienna) suggerì il nome di Bican, ritenendo che avesse segnato almeno 5.000 reti (secondo molti appassionati, soprattutto cechi, Bican avrebbe effettivamente segnato più di 5.000 marcature), tuttavia non essendoci fonti per l'improbabile cifra si tende a considerare le sole reti segnate da Bican in partite ufficiali.

## Statistiche

### Presenze e reti nei club
In carriera, Josef Bican ha totalizzato 835 presenze, segnando 820 reti in gare ufficiali.
| Stagione                   | Squadra                    | Campionato                 | Campionato | Campionato | Coppe nazionali | Coppe nazionali | Coppe nazionali | Coppe continentali | Coppe continentali | Coppe continentali | Altre coppe | Altre coppe | Altre coppe | Totale | Totale |
| Stagione                   | Squadra                    | Comp                       | Pres       | Reti       | Comp            | Pres            | Reti            | Comp               | Pres               | Reti               | Comp        | Pres        | Reti        | Pres   | Reti   |
| -------------------------- | -------------------------- | -------------------------- | ---------- | ---------- | --------------- | --------------- | --------------- | ------------------ | ------------------ | ------------------ | ----------- | ----------- | ----------- | ------ | ------ |
| 1928-1929                  | Schustek                   | IV                         | 23         | 24         |                 | -               | -               | -                  | -                  | -                  | -           | -           | -           | 23     | 24     |
| 1929-1930                  | Farbenlutz                 | III                        | 20         | 16         |                 | -               | -               | -                  | -                  | -                  | -           | -           | -           | 20     | 16     |
| 1930-1931                  | Farbenlutz                 | III                        | 20         | 47         |                 | -               | -               | -                  | -                  | -                  | -           | -           | -           | 20     | 47     |
| 1931-1932                  | Rapid Vienna               | I.L                        | 28         | 10         | WC              | 2               | 2               | -                  | -                  | -                  | -           | -           | -           | 30     | 12     |
| 1932-1933                  | Rapid Vienna               | I.L                        | 26         | 11         | WC              | 6               | 6               | -                  | -                  | -                  | -           | -           | -           | 32     | 17     |
| 1933-1934                  | Rapid Vienna               | I.L                        | 22         | 29         | WC              | 5               | 5               | CEC                | 3                  | 1                  | -           | -           | -           | 30     | 35     |
| 1934-1935                  | Rapid Vienna               | I.L                        | 3          | 4          | -               | -               | -               | -                  | -                  | -                  | -           | -           | -           | 3      | 4      |
| Totale Rapid Vienna        | Totale Rapid Vienna        | Totale Rapid Vienna        | 79         | 52         |                 | 15              | 13              |                    | 3                  | 1                  |             | -           | -           | 97     | 66     |
| 1935-1936                  | Admira Vienna              | I.L                        | 25         | 7          | WC              | 13              | 2               | CEC                | 2                  | 2                  | -           | -           | -           | 40     | 11     |
| 1936-1937                  | Admira Vienna              | N                          | 21         | 10         | WC              | 5               | 0               | CEC                | -                  | -                  | -           | -           | -           | 26     | 10     |
| Totale Admira Vienna       | Totale Admira Vienna       | Totale Admira Vienna       | 46         | 17         | -               | 18              | 2               |                    | 2                  | 2                  | -           | -           | -           | 66     | 21     |
| 1937-1938                  | / Slavia Praga             | SL                         | 20         | 22         | -               | -               | -               | CEC                | 8                  | 10                 | -           | -           | -           | 28     | 36     |
| 1938-1939                  | / Slavia Praga             | NL                         | 26         | 29         | -               | -               | -               | CEC                | 2                  | 2                  | -           | -           | -           | 28     | 31     |
| 1939-1940                  | / Slavia Praga             | NL                         | 26         | 36         | SP              | 4               | 6               | -                  | -                  | -                  | -           | -           | -           | 30     | 42     |
| 1940-1941                  | / Slavia Praga             | NL                         | 26         | 38         | SP              | 16              | 16              | -                  | -                  | -                  | -           | -           | -           | 42     | 54     |
| 1941-1942                  | / Slavia Praga             | NL                         | 26         | 45         | SP              | 10              | 18              | -                  | -                  | -                  | -           | -           | -           | 36     | 63     |
| 1942-1943                  | / Slavia Praga             | NL                         | 26         | 29         | SP              | 7               | 7               | -                  | -                  | -                  | -           | -           | -           | 33     | 46     |
| 1943-1944                  | / Slavia Praga             | NL                         | 26         | 51         | SP              | 16              | 19              | -                  | -                  | -                  | -           | -           | -           | 42     | 70     |
| 1944-1945                  | / Slavia Praga             | -                          | -          | -          | SP              | 26              | 60              | -                  | -                  | -                  | -           | -           | -           | 26     | 60     |
| 1945-1946                  | / Slavia Praga             | SL                         | 26         | 31         | SP              | 1               | 1               | -                  | -                  | -                  | -           | -           | -           | 27     | 32     |
| 1946-1947                  | / Slavia Praga             | SL                         | 23         | 33         | -               | -               | -               | -                  | -                  | -                  | -           | -           | -           | 23     | 33     |
| 1947-1948                  | / Slavia Praga             | SL                         | 23         | 20         | -               | -               | -               | -                  | -                  | -                  | -           | -           | -           | 23     | 20     |
| 1948                       | / Slavia Praga             | SL                         | 26         | 21         | -               | -               | -               | -                  | -                  | -                  | -           | -           | -           | 7      | 21     |
| 1949                       | Vítkovice                  | II.l                       | 25         | 44         | -               | -               | -               | -                  | -                  | -                  | -           | -           | -           | 25     | 44     |
| 1950                       | Vítkovice                  | CM                         | 26         | 22         | -               | -               | -               | -                  | -                  | -                  | -           | -           | -           | 21     | 22     |
| 1951                       | Vítkovice                  | MR                         | 22         | 8          | -               | -               | -               | -                  | -                  | -                  | -           | -           | -           | 12     | 8      |
| Totale Vítkovice           | Totale Vítkovice           | Totale Vítkovice           | 73         | 74         |                 | -               | -               |                    | -                  | -                  |             | -           | -           | 73     | 74     |
| 1952                       | Škoda Hradec Králové       | II.l                       | 29         | 19         | CP              | 17              | 4               | -                  | -                  | -                  | -           | -           | -           | 46     | 23     |
| 1953                       | Dynamo Praga               | PR                         | 29         | 7          | -               | -               | -               | -                  | -                  | -                  | -           | -           | -           | 29     | 7      |
| 1954                       | Dynamo Praga               | PR                         | 24         | 11         | -               | -               | -               | -                  | -                  | -                  | -           | -           | -           | 24     | 11     |
| 1955                       | Dynamo Praga               | PR                         | 27         | 4          | -               | -               | -               | -                  | -                  | -                  | -           | -           | -           | 27     | 4      |
| Totale Slavia/Dynamo Praga | Totale Slavia/Dynamo Praga | Totale Slavia/Dynamo Praga | 350        | 417        |                 | 61              | 91              |                    | 10                 | 12                 |             | -           | -           | 425    | 518    |
| Totale carriera            | Totale carriera            | Totale carriera            | 664        | 678        |                 | 111             | 106             |                    | 15                 | 15                 |             | -           | -           | 790    | 789    |

### Cronologia presenze e reti in nazionale
Secondo i dati riportati dalla FAČR, le presenze e le reti totali con la Cecoslovacchia sono rispettivamente 16 e 18, mentre quelle con la rappresentativa del Protettorato di Boemia e Moravia sono rispettivamente 8 e 9.

| Cronologia completa delle presenze e delle reti in nazionale ― Austria | Cronologia completa delle presenze e delle reti in nazionale ― Austria | Cronologia completa delle presenze e delle reti in nazionale ― Austria | Cronologia completa delle presenze e delle reti in nazionale ― Austria | Cronologia completa delle presenze e delle reti in nazionale ― Austria | Cronologia completa delle presenze e delle reti in nazionale ― Austria | Cronologia completa delle presenze e delle reti in nazionale ― Austria | Cronologia completa delle presenze e delle reti in nazionale ― Austria |
| Data                                                                   | Città                                                                  | In casa                                                                | Risultato                                                              | Ospiti                                                                 | Competizione                                                           | Reti                                                                   | Note                                                                   |
| ---------------------------------------------------------------------- | ---------------------------------------------------------------------- | ---------------------------------------------------------------------- | ---------------------------------------------------------------------- | ---------------------------------------------------------------------- | ---------------------------------------------------------------------- | ---------------------------------------------------------------------- | ---------------------------------------------------------------------- |
| 29-11-1933                                                             | Glasgow                                                                | Scozia                                                                 | 2 – 2                                                                  | Austria                                                                | Amichevole                                                             | -                                                                      |                                                                        |
| 10-12-1933                                                             | Amsterdam                                                              | Paesi Bassi                                                            | 0 – 1                                                                  | Austria                                                                | Amichevole                                                             | 1                                                                      |                                                                        |
| 11-2-1934                                                              | Torino                                                                 | Italia                                                                 | 2 – 4                                                                  | Austria                                                                | Coppa Internazionale 1933-1935                                         | -                                                                      |                                                                        |
| 25-3-1934                                                              | Ginevra                                                                | Svizzera                                                               | 2 – 3                                                                  | Austria                                                                | Coppa Internazionale 1933-1935                                         | 2                                                                      |                                                                        |
| 15-4-1934                                                              | Vienna                                                                 | Austria                                                                | 5 – 2                                                                  | Ungheria                                                               | Amichevole                                                             | 2                                                                      |                                                                        |
| 25-4-1934                                                              | Vienna                                                                 | Austria                                                                | 6 – 1                                                                  | Bulgaria                                                               | Qual. Mondiali 1934                                                    | -                                                                      |                                                                        |
| 27-5-1934                                                              | Torino                                                                 | Austria                                                                | 3 – 2                                                                  | Francia                                                                | Mondiali 1934 - Ottavi di finale                                       | 1                                                                      |                                                                        |
| 31-5-1934                                                              | Bologna                                                                | Austria                                                                | 2 – 1                                                                  | Ungheria                                                               | Mondiali 1934 - Quarti di finale                                       | -                                                                      |                                                                        |
| 3-6-1934                                                               | Milano                                                                 | Italia                                                                 | 1 – 0                                                                  | Austria                                                                | Mondiali 1934 - Semifinale                                             | -                                                                      |                                                                        |
| 7-6-1934                                                               | Napoli                                                                 | Austria                                                                | 2 – 3                                                                  | Germania                                                               | Mondiali 1934 - Finale 3º/4º posto                                     | -                                                                      |                                                                        |
| 14-4-1935                                                              | Praga                                                                  | Cecoslovacchia                                                         | 0 – 0                                                                  | Austria                                                                | Coppa Internazionale 1933-1935                                         | -                                                                      |                                                                        |
| 12-5-1935                                                              | Budapest                                                               | Ungheria                                                               | 6 – 3                                                                  | Austria                                                                | Amichevole                                                             | -                                                                      |                                                                        |
| 6-10-1935                                                              | Vienna                                                                 | Austria                                                                | 4 – 4 (2º posto dtr)                                                   | Ungheria                                                               | Coppa Internazionale 1933-1935                                         | 3                                                                      |                                                                        |
| 19-1-1936                                                              | Madrid                                                                 | Spagna                                                                 | 4 – 5                                                                  | Austria                                                                | Amichevole                                                             | 1                                                                      |                                                                        |
| 26-1-1936                                                              | Oporto                                                                 | Portogallo                                                             | 2 – 3                                                                  | Austria                                                                | Amichevole                                                             | 1                                                                      |                                                                        |
| 22-3-1936                                                              | Vienna                                                                 | Austria                                                                | 1 – 1                                                                  | Cecoslovacchia                                                         | Coppa Internazionale 1936-1938                                         | 1                                                                      |                                                                        |
| 6-5-1936                                                               | Vienna                                                                 | Austria                                                                | 3 – 5                                                                  | Ungheria                                                               | Amichevole                                                             | 2                                                                      |                                                                        |
| 8-11-1936                                                              | Vienna                                                                 | Austria                                                                | 2 – 1                                                                  | Inghilterra                                                            | Amichevole                                                             | -                                                                      |                                                                        |
| 8-11-1936                                                              | Zurigo                                                                 | Svizzera                                                               | 1 – 3                                                                  | Austria                                                                | Coppa Internazionale 1936-1938                                         | -                                                                      |                                                                        |
| Totale                                                                 |                                                                        | Presenze                                                               | 19                                                                     |                                                                        | Reti                                                                   | 14                                                                     |                                                                        |

| Cronologia completa delle presenze e delle reti in nazionale ― Cecoslovacchia | Cronologia completa delle presenze e delle reti in nazionale ― Cecoslovacchia | Cronologia completa delle presenze e delle reti in nazionale ― Cecoslovacchia | Cronologia completa delle presenze e delle reti in nazionale ― Cecoslovacchia | Cronologia completa delle presenze e delle reti in nazionale ― Cecoslovacchia | Cronologia completa delle presenze e delle reti in nazionale ― Cecoslovacchia | Cronologia completa delle presenze e delle reti in nazionale ― Cecoslovacchia | Cronologia completa delle presenze e delle reti in nazionale ― Cecoslovacchia |
| Data                                                                          | Città                                                                         | In casa                                                                       | Risultato                                                                     | Ospiti                                                                        | Competizione                                                                  | Reti                                                                          | Note                                                                          |
| ----------------------------------------------------------------------------- | ----------------------------------------------------------------------------- | ----------------------------------------------------------------------------- | ----------------------------------------------------------------------------- | ----------------------------------------------------------------------------- | ----------------------------------------------------------------------------- | ----------------------------------------------------------------------------- | ----------------------------------------------------------------------------- |
| 7-8-1938                                                                      | Solna                                                                         | Svezia                                                                        | 2 – 6                                                                         | Cecoslovacchia                                                                | Amichevole                                                                    | 3                                                                             |                                                                               |
| 28-8-1938                                                                     | Zagabria                                                                      | Jugoslavia                                                                    | 1 – 3                                                                         | Cecoslovacchia                                                                | Amichevole                                                                    | 1                                                                             |                                                                               |
| 4-12-1938                                                                     | Praga                                                                         | Cecoslovacchia                                                                | 6 – 2                                                                         | Romania                                                                       | Amichevole                                                                    | 4                                                                             |                                                                               |
| 7-4-1946                                                                      | Colombes                                                                      | Francia                                                                       | 3 – 0                                                                         | Cecoslovacchia                                                                | Amichevole                                                                    | -                                                                             |                                                                               |
| 14-9-1946                                                                     | Praga                                                                         | Cecoslovacchia                                                                | 3 – 2                                                                         | Svizzera                                                                      | Amichevole                                                                    | -                                                                             |                                                                               |
| 29-9-1946                                                                     | Belgrado                                                                      | Cecoslovacchia                                                                | 4 – 2                                                                         | Jugoslavia                                                                    | Amichevole                                                                    | -                                                                             |                                                                               |
| 27-10-1946                                                                    | Vienna                                                                        | Austria                                                                       | 3 – 4                                                                         | Cecoslovacchia                                                                | Amichevole                                                                    | -                                                                             |                                                                               |
| 11-5-1947                                                                     | Praga                                                                         | Cecoslovacchia                                                                | 3 – 1                                                                         | Jugoslavia                                                                    | Amichevole                                                                    | 2                                                                             |                                                                               |
| 31-8-1947                                                                     | Praga                                                                         | Cecoslovacchia                                                                | 6 – 3                                                                         | Polonia                                                                       | Amichevole                                                                    | 2                                                                             |                                                                               |
| 18-4-1948                                                                     | Varsavia                                                                      | Polonia                                                                       | 3 – 1                                                                         | Cecoslovacchia                                                                | Amichevole                                                                    | -                                                                             |                                                                               |
| 29-8-1948                                                                     | Sofia                                                                         | Bulgaria                                                                      | 1 – 0                                                                         | Cecoslovacchia                                                                | Amichevole                                                                    | -                                                                             |                                                                               |
| 10-4-1949                                                                     | Praga                                                                         | Cecoslovacchia                                                                | 5 – 2                                                                         | Ungheria                                                                      | Coppa Internazionale 1948-1953                                                | -                                                                             |                                                                               |
| 22-5-1949                                                                     | Praga                                                                         | Cecoslovacchia                                                                | 3 – 2                                                                         | Romania                                                                       | Amichevole                                                                    | -                                                                             |                                                                               |
| 4-9-1949                                                                      | Praga                                                                         | Cecoslovacchia                                                                | 1 – 3                                                                         | Bulgaria                                                                      | Amichevole                                                                    | -                                                                             |                                                                               |
| Totale                                                                        |                                                                               | Presenze                                                                      | 14                                                                            |                                                                               | Reti                                                                          | 12                                                                            |                                                                               |

| Cronologia completa delle presenze e delle reti in nazionale ― Boemia e Moravia | Cronologia completa delle presenze e delle reti in nazionale ― Boemia e Moravia | Cronologia completa delle presenze e delle reti in nazionale ― Boemia e Moravia | Cronologia completa delle presenze e delle reti in nazionale ― Boemia e Moravia | Cronologia completa delle presenze e delle reti in nazionale ― Boemia e Moravia | Cronologia completa delle presenze e delle reti in nazionale ― Boemia e Moravia | Cronologia completa delle presenze e delle reti in nazionale ― Boemia e Moravia | Cronologia completa delle presenze e delle reti in nazionale ― Boemia e Moravia |
| Data                                                                            | Città                                                                           | In casa                                                                         | Risultato                                                                       | Ospiti                                                                          | Competizione                                                                    | Reti                                                                            | Note                                                                            |
| ------------------------------------------------------------------------------- | ------------------------------------------------------------------------------- | ------------------------------------------------------------------------------- | ------------------------------------------------------------------------------- | ------------------------------------------------------------------------------- | ------------------------------------------------------------------------------- | ------------------------------------------------------------------------------- | ------------------------------------------------------------------------------- |
| 22-10-1939                                                                      | Praga                                                                           | Boemia e Moravia                                                                | 5 – 5                                                                           | Austria                                                                         | Amichevole                                                                      | 3                                                                               |                                                                                 |
| 12-11-1939                                                                      | Breslavia                                                                       | Germania                                                                        | 4 – 4                                                                           | Boemia e Moravia                                                                | Amichevole                                                                      | 3                                                                               |                                                                                 |
| Totale                                                                          |                                                                                 | Presenze                                                                        | 2                                                                               |                                                                                 | Reti                                                                            | 6                                                                               |                                                                                 |

### Record
Nel corso della sua carriera, Josef Bican ha fatto registrare numerosi record di realizzazioni con le squadre nelle quali ha militato. Tuttavia, a causa di dati talvolta incerti - fatto dovuto al periodo storico durante il quale Bican è vissuto - i primati seguenti potrebbero mancare di precisione e ufficialità.
- Calciatore ad aver segnato più gol nella storia in competizioni ufficiali (820).[2][8] Secondo l'aggiornamento nel 2021 della fondazione di statistiche relative al calcio RSSSF, le sue marcature ufficiali sarebbero più di 948 (e sarebbe secondo, dietro a Erwin Helmchen).[10]
- Calciatore ad aver segnato più gol nella storia contando anche le amichevoli (1468).[54] Secondo RSSSF le sue marcature complessive sarebbero più di 1812 (e sarebbe secondo, dietro a Lajos Tichy).[10]
- Calciatore ad aver segnato più gol in assoluto nei club (779).[2]
- Secondo calciatore per numero di gol segnati nello stesso club nei campionati europei a carattere nazionale (417), battuto da Messi nel 2019.[22]
- Secondo calciatore per numero di gol in tutti i campionati (635), battuto da Lenstra nel 1963.
- Calciatore ad aver segnato più gol nelle prime divisioni dei campionati europei (518).[2][4][5][22][23][24]
- Calciatore militante nella massima serie di un campionato nazionale ad aver segnato più gol in una stagione (76 nel 1943-1944).[38]
- In tale annata calcistica fece registrare un altro primato: con 76 reti in 32 presenze, Bican ha mantenuto la più alta media realizzativa in assoluto nel corso di una stagione di prima divisione (2,38 gol a partita).
- Unico calciatore assieme a Cristiano Ronaldo e Lionel Messi ad avere segnato almeno 50 reti stagionali per più di due stagioni consecutive (tra il 1939 e il 1942).
- Calciatore ad aver segnato più gol in assoluto nelle coppe nazionali (129).[2]
- Calciatore ad aver segnato più gol nella storia del massimo campionato cecoslovacco (447[2][3] o 450 secondo altre fonti).[4]
- Marcatore più anziano nel campionato cecoslovacco, a 41 anni, 10 mesi e 27 giorni: il 21 agosto 1955 in Dynamo Praga-Jiskra Liberec 7-2.[3]
- Calciatore più anziano a giocare nel campionato cecoslovacco,[7] a 42 anni, 1 mese e 26 giorni: il 20 novembre 1955 in Dynamo Praga-Iskra Zilina 2-1.[55]
- Con una media di 1,55 gol a partita fatta registrare in carriera, è secondo nella storia dopo Peyroteo (primo a 1,58 o 1,63).[2]

#### Record nello Slavia Praga
- Calciatore con il maggior numero di reti realizzate nel campionato cecoslovacco (417).[2][22][27]
- Calciatore con il maggior numero di reti realizzate nella Coppa di Cecoslovacchia (92, di cui fanno registrare un record sia le 30 in Český pohár e le 62 nella Coppa della Boemia Centrale).[2][27]

## Palmarès

### Giocatore

#### Club

##### Competizioni nazionali
- Campionato austriaco: 3

Rapid Vienna: 1935
Admira Vienna: 1936, 1937
- Campionato cecoslovacco: 5

Slavia Praga: 1940, 1941, 1942, 1943, 1947
- Coppa di Cecoslovacchia: 3

Slavia Praga: 1941, 1942, 1945
- Coppa della Boemia Centrale: 4

Slavia Praga: 1937, 1941, 1943, 1944

##### Competizioni internazionali
- Coppa dell'Europa Centrale: 1

Slavia Praga: 1938

#### Individuale
- Capocannoniere del Campionato austriaco: 1

1934 (29 reti)
- Capocannoniere del Campionato cecoslovacco: 11 (record)

1938 (22 reti), 1939 (29 reti), 1940 (50 reti), 1941 (38 reti), 1942 (45 reti), 1943 (39 reti), 1944 (57 reti), 1946 (31 reti), 1947 (43 reti), 1948 (21 reti a pari merito con Jaroslav Cejp), 1950 (22 reti)
- Capocannoniere della Coppa dell'Europa Centrale: 1

1938 (10 reti)